# Úszás a 2011. évi nyári európai ifjúsági olimpiai fesztiválon
A 2011. évi nyári európai ifjúsági olimpiai fesztiválon az úszásban 31 versenyszámot rendeztek. Az úszás versenyszámait július 25. és július 29. között rendezték.

## Összesített éremtáblázat
| A 2011. évi nyári európai ifjúsági olimpiai fesztivál összesített éremtáblázata úszásban | A 2011. évi nyári európai ifjúsági olimpiai fesztivál összesített éremtáblázata úszásban | A 2011. évi nyári európai ifjúsági olimpiai fesztivál összesített éremtáblázata úszásban | A 2011. évi nyári európai ifjúsági olimpiai fesztivál összesített éremtáblázata úszásban | A 2011. évi nyári európai ifjúsági olimpiai fesztivál összesített éremtáblázata úszásban | Olimpia  |
| ---------------------------------------------------------------------------------------- | ---------------------------------------------------------------------------------------- | ---------------------------------------------------------------------------------------- | ---------------------------------------------------------------------------------------- | ---------------------------------------------------------------------------------------- | -------- |
|                                                                                          | Ország                                                                                   | Arany                                                                                    | Ezüst                                                                                    | Bronz                                                                                    | Összesen |
| 1.                                                                                       | Oroszország                                                                              | 12                                                                                       | 8                                                                                        | 4                                                                                        | 24       |
| 2.                                                                                       | Egyesült Királyság                                                                       | 9                                                                                        | 2                                                                                        | 4                                                                                        | 15       |
| 3.                                                                                       | Olaszország                                                                              | 3                                                                                        | 6                                                                                        | 3                                                                                        | 12       |
| 4.                                                                                       | Magyarország                                                                             | 3                                                                                        | 2                                                                                        | 4                                                                                        | 9        |
| 5.                                                                                       | Németország                                                                              | 2                                                                                        | 5                                                                                        | 2                                                                                        | 9        |
| 6.                                                                                       | Litvánia                                                                                 | 1                                                                                        | 2                                                                                        | 1                                                                                        | 4        |
| 7.                                                                                       | Svédország                                                                               | 1                                                                                        | 0                                                                                        | 0                                                                                        | 1        |
| 8.                                                                                       | Franciaország                                                                            | 0                                                                                        | 2                                                                                        | 1                                                                                        | 3        |
| 9.                                                                                       | Lettország                                                                               | 0                                                                                        | 2                                                                                        | 0                                                                                        | 2        |
| 10.                                                                                      | Szlovénia                                                                                | 0                                                                                        | 1                                                                                        | 2                                                                                        | 3        |
| 11.                                                                                      | Csehország                                                                               | 0                                                                                        | 1                                                                                        | 1                                                                                        | 2        |
| 12.                                                                                      | Ukrajna                                                                                  | 0                                                                                        | 1                                                                                        | 0                                                                                        | 1        |
| 13.                                                                                      | Lengyelország                                                                            | 0                                                                                        | 0                                                                                        | 4                                                                                        | 4        |
| 14.                                                                                      | Dánia                                                                                    | 0                                                                                        | 0                                                                                        | 2                                                                                        | 2        |
| 15.                                                                                      | Hollandia                                                                                | 0                                                                                        | 0                                                                                        | 1                                                                                        | 1        |
|                                                                                          | Írország                                                                                 | 0                                                                                        | 0                                                                                        | 1                                                                                        | 1        |
|                                                                                          | Spanyolország                                                                            | 0                                                                                        | 0                                                                                        | 1                                                                                        | 1        |
|                                                                                          |                                                                                          |                                                                                          |                                                                                          |                                                                                          |          |
| Összesen                                                                                 | Összesen                                                                                 | 31                                                                                       | 31                                                                                       | 31                                                                                       | 93       |

## Férfi
| A 2011. évi nyári európai ifjúsági olimpiai fesztivál férfi érmesei úszásban | |               | |               | |          |
| Versenyszám                                                                  | Arany | Arany         | Ezüst | Ezüst         | Bronz | Bronz    |
| 50 m gyors                                                                   | Evgeny Sedov · Oroszország                                                                                         | 22,98         | Jānis Šaltāns · Lettország | 23,51         | Brian O'Sullivan · Írország | 23,66    |
| 100 m gyors                                                                  | Andrea Mitchel D'Arrigo · Olaszország                                                                              | 51,47         | Evgeny Sedov · Oroszország | 51,79         | Benjamin Jany · Franciaország | 52,27    |
| 200 m gyors                                                                  | Andrea Mitchel D'Arrigo · Olaszország                                                                              | 1:50,28       | Benjamin Jany · Franciaország                                                                                                   | 1:53,02       | Victor Zakharov · Oroszország | 1:53,57  |
| 400 m gyors                                                                  | Matthew Johnson · Egyesült Királyság                                                                               | 3:54,70 NR16  | Andrea Mitchel D'Arrigo · Olaszország                                                                                           | 3:55,32 NYR   | Jan Micka · Csehország | 3:58,48  |
| 1500 m gyors                                                                 | Joel Knight · Egyesült Királyság                                                                                   | 15:28,86 NR15 | Jan Micka · Csehország | 15:38,68      | Igor Bespalov · Oroszország | 15:41,65 |
| 100 m hát                                                                    | Nathan Theodoris · Egyesült Királyság                                                                              | 57,16         | Jānis Šaltāns · Lettország | 57,43 NYR     | Evgeny Sedov · Oroszország | 57,66    |
| 200 m hát                                                                    | Nathan Theodoris · Egyesült Királyság                                                                              | 2:02,54       | Danas Rapšys · Litvánia | 2:04,01 NRU17 | Morten Hansen · Dánia | 2:04,86  |
| 100 m mell                                                                   | Johannes Skagius · Svédország                                                                                      | 1:03,01 NYR   | Vsevolod Zanko · Oroszország | 1:03,49       | Maciej Stanislaw Holub · Lengyelország | 1:04,26  |
| 200 m mell                                                                   | Daniele Ceccuti · Olaszország                                                                                      | 2:19,54       | Denys Barabash · Ukrajna | 2:19,86       | Lucas Greven · Hollandia | 2:20,24  |
| 100 m pillangó                                                               | Semen Makovich · Oroszország                                                                                       | 55,31         | Francesco Giordano · Olaszország                                                                                                | 55,47         | Tobias Gjerloff · Dánia | 55,63    |
| 200 m pillangó                                                               | Matthew Johnson · Egyesült Királyság                                                                               | 2:00,46 NR16  | Alexander Kudashev · Oroszország                                                                                                | 2:02,16       | Jerzy Mateusz Twarowski · Lengyelország | 2:02,74  |
| 200 m vegyes                                                                 | Matthew Johnson · Egyesült Királyság                                                                               | 2:04,35       | Mikhail Dovgalyuk · Oroszország                                                                                                 | 2:05,60       | Földházi Dávid · Magyarország | 2:06,58  |
| 400 m vegyes                                                                 | Matthew Johnson · Egyesült Királyság                                                                               | 4:22,02       | Semen Makovich · Oroszország | 4:23,39       | Mateusz Nachtman · Lengyelország | 4:31,90  |
| 4 x 100 m gyors                                                              | Oroszország · Igor Bespalov (52,32) · Victor Zakharov (52,13) · Semen Makovich (52,33) · Evgeny Sedov (51,93)      | 3:28,71       | Egyesült Királyság · Oliver Leonard (52,95) · Karl Morgan (51,72) · Matthew Watkinson (51,98) · Matthew Johnson (52,38)         | 3:29,03       | Olaszország · Francesco Giordano (52,18) · Davide Casarin (52,97) · Giuseppe Ronci (54,36) · Andrea Mitchel D'Arrigo (51,60)                      | 3:31,11  |
| 4 x 100 m vegyes                                                             | Oroszország · Evgeny Sedov (57,75) · Vsevolod Zanko (1:03,20) · Alexander Kudashev (55,95) · Igor Bespalov (52,06) | 3:48,96       | Olaszország · Luca Mencarini (58,51) · Daniele Ceccuti (1:04,08) · Francesco Giordano (55,52) · Andrea Mitchel D'Arrigo (51,20) | 3:49,31       | Lengyelország · Lukasz Daniel Bielecki (58,86) · Maciej Stanislaw Holub (1:04,52) · Jerzy Mateusz Twarowski (55,57) · Jan Krzysztof Holub (52,07) | 3:51,02  |

## Női
| A 2011. évi nyári európai ifjúsági olimpiai fesztivál női érmesei úszásban | |             | |             | |           |
| Versenyszám                                                                | Arany | Arany       | Ezüst | Ezüst       | Bronz | Bronz     |
| 50 m gyors                                                                 | Anna Stephanie Dietterle · Németország                                                                                          | 25,65 NR14  | Ruta Meilutyte · Litvánia | 25,67 NR    | Giorgia Biondani · Olaszország | 25,94 NYR |
| 100 m gyors                                                                | Anna Stephanie Dietterle · Németország                                                                                          | 55,85       | Mariya Baklakova · Oroszország | 56,09 NYR   | Ruta Meilutyte · Litvánia | 56,41 NR  |
| 200 m gyors                                                                | Mariya Baklakova · Oroszország                                                                                                  | 2:00,27 NYR | Kiss Nikoletta · Magyarország | 2:04,25     | Janine Wirz · Németország | 2:05,93   |
| 400 m gyors                                                                | Mariya Baklakova · Oroszország}                                                                                                 | 4:15,17     | Kiss Nikoletta · Magyarország | 4:15,30     | Siwan Thomas-Howells · Egyesült Királyság | 4:18,61   |
| 800 m gyors                                                                | Kiss Nikoletta · Magyarország                                                                                                   | 8:51,45     | Leonie Antonie Beck · Németország                                                                                                  | 8:54,88     | Ellena Jones · Egyesült Királyság | 9:01,58   |
| 100 m hát                                                                  | Harriet Cooper · Egyesült Királyság                                                                                             | 1:02,73     | Beatrice Cannistraro · Olaszország                                                                                                 | 1:04,40 NYR | Daria Ustinova · Oroszország | 1:04,63   |
| 200 m hát                                                                  | Daria Ustinova · Oroszország | 2:17,19     | Sonnele Aylin Oeztuerk · Németország                                                                                               | 2:17,42     | Shauntelle Austin · Egyesült Királyság | 2:17,83   |
| 100 m mell                                                                 | Ruta Meilutyte · Litvánia | 1:07,96 NR  | Anna Ganus · Oroszország | 1:11,25     | Tjasa Pintar · Szlovénia | 1:12,23   |
| 200 m mell                                                                 | Anna Ganus · Oroszország | 2:32,43     | Margarethe T. Hummel · Németország                                                                                                 | 2:35,70     | Sandra Garcia · Spanyolország | 2:36,21   |
| 100 m pillangó                                                             | Anastasia Guzhenkova · Oroszország                                                                                              | 1:01,49     | Marie Wattel · Franciaország | 1:01,74 NYR | Juhász Adél · Magyarország | 1:02,44   |
| 200 m pillangó                                                             | Sebestyén Dalma · Magyarország                                                                                                  | 2:15,18     | Anastasia Guzhenkova · Oroszország                                                                                                 | 2:15,65     | Shauntelle Austin · Egyesült Királyság | 2:17,63   |
| 200 m vegyes                                                               | Sebestyén Dalma · Magyarország                                                                                                  | 2:19,18     | Tjasa Pintar · Szlovénia | 2:19,85     | Arianna Castiglioni · Olaszország | 2:21,99   |
| 400 m vegyes                                                               | Ellena Jones · Egyesült Királyság                                                                                               | 4:55,93     | Leonie Antonie Beck · Németország                                                                                                  | 4:56,06     | Kovács Zsanett · Magyarország | 4:57,48   |
| 4 × 100 m gyors                                                            | Oroszország · Elizaveta Korolkova (57,08) · Rozaliya Nasretdinova (57,33) · Kristina Pukhova (57,27) · Mariya Baklakova (55,89) | 3:47,57 NYR | Németország · Anna Stephanie Dietterle (55,77) · Janine Wirz (58,12) · Rosalie Kaethner (58,29) · Nele Klein (57,94)               | 3:50,12     | Szlovénia · Nastja Govejsek (57,13) · Gaja Natlacen (59,25) · Kaja Sajovec (58,81) · Tjasa Pintar (57,34)                                       | 3:53,79   |
| 4 × 100 m vegyes                                                           | Oroszország · Daria Ustinova (1:04,42) · Anna Ganus (1:10,70) · Anastasia Guzhenkova (1:02,07) · Mariya Baklakova (55,78)       | 4:12,97     | Olaszország · Beatrice Cannistraro (1:04,65) · Arianna Castiglioni (1:12,14) · Claudia Tarzia (1:01,74) · Giorgia Biondani (55,97) | 4:14,50     | Németország · Sonnele Aylin Oeztuerk (1:05,85) · Margarethe T. Hummel (1:12,72) · Rosalie Kaethner (1:03,24) · Anna Stephanie Dietterle (55,52) | 4:17,33   |

## Vegyes
| A 2011. évi nyári európai ifjúsági olimpiai fesztivál vegyes váltó érmesei úszásban | |         | |         | |         |
| Versenyszám                                                                         | Arany | Arany   | Ezüst | Ezüst   | Bronz | Bronz   |
| 4 × 200 m gyors                                                                     | Oroszország · Victor Zakharov (1:53,25) · Elizaveta Korolkova (2:03,67) · Igor Bespalov (1:53,58) · Mariya Baklakova (2:01,31) | 7:51,81 | Egyesült Királyság · Matthew Johnson (1:54,85) · Ellena Jones (2:03,25) · Alex Dunk (1:56,12) · Siwan Thomas-Howells (2:04,98) | 7:59,20 | Magyarország · Grátz Benjámin (1:53,83) · Novoszáth Melinda (2:06,86) · Földházi Dávid (1:56,20) · Kiss Nikoletta (2:04,01) | 8:00,90 |